# USS Blue (DD-387)
Pour les autres navires du même nom, voir USS Blue et Blue.
L'USS Blue (DD-387) était un destroyer de classe Bagley en service dans l'United States Navy pendant la Seconde Guerre mondiale. Il fut le premier navire baptisé sous le nom de Victor Blue (en), un Rear admiral de la marine de guerre des États-Unis.
Sa quille a été posée le 25 septembre 1935 au chantier Norfolk Naval Shipyard à Norfolk, en Virginie. Il est lancé le 27 mai 1937, parrainé par Miss Kate Lilly Blue, sœur de Victor Blue, et mis en service le 14 août 1937 sous le Lieutenant commander J. Wright.

## Historique

### Entre-deux-guerres
Après une année de formation le long de la côte est et dans les Caraïbes, le Blue part pour le Pacifique en août 1938 et devient navire amiral de la 7e division de destroyers de la Battle Fleet. En avril 1940, le navire accompagne la flotte à Pearl Harbor. Après une refonte en février - mars 1941 au chantier Puget Sound Navy Yard et des exercices au large de San Diego durant le mois d'avril, le Blue reste basé à Pearl Harbor jusqu'au début de la guerre.

### Seconde Guerre mondiale
Lors de l'attaque sur Pearl Harbor le 7 décembre 1941, le Blue quitte précipitamment le port avec seulement quatre enseignes à son bord. Il patrouille ensuite au large de Pearl Harbor de décembre 1941 à janvier 1942.
Le destroyer rejoint l'Enterprise pour des attaques aériennes sur Wotje, Maloelap, Kwajalein, et les îles Marshall le 1er février 1942 et sur l'île de Wake le 24 février. De mars à juin 1942, il escorte des convois entre Pearl Harbor et San Francisco avant de partir pour Wellington, qu'il atteint le 18 juillet.
Le Blue rejoint le Task Group 62.2 pour la bataille de Guadalcanal le 7 août, fournissant un appui-feu. Bien que présent, il ne prend part à aucune action notable lors de la bataille de l'île de Savo le 9 août, mais aide à l'évacuation des survivants du HMAS Canberra, gravement endommagé dans la bataille. Après des patrouilles à Nouméa, en Nouvelle-Calédonie, du 13 au 17 août, le navire retourne à Guadalcanal, qu'il atteint le 21 août. Le lendemain à 03 h 59, le navire patrouille dans l'Ironbottom Son lorsqu'il est torpillé par le Kawakaze. L'attaque tue neuf hommes et en blessant 21. Après deux jours de lutte infructueuse pour tenter de le remorquer jusqu'à Tulagi, le navire est sabordé le 23 août 1942 à 22 h 21, à la position géographique 9° 07′ 11″ S, 159° 56′ 44″ E.

## Récompenses
Le Blue a reçu cinq Battle star pour son service dans la Seconde Guerre mondiale.